# Karol Radziszewski
Karol Radziszewski (ur. 10 stycznia 1980 w Białymstoku) – polski artysta malarz, performer, autor fotografii i filmów wideo, a także projektów interdyscyplinarnych oraz murali. Publicysta, redaktor naczelny i wydawca magazynu DIK Fagazine.
Laureat Paszportu „Polityki” w 2009 roku w dziedzinie sztuk wizualnych.

## Twórczość
Karol Radziszewski urodził się 10 stycznia 1980 roku w Białymstoku. Absolwent III Liceum Ogólnokształcącego w Białymstoku i Wydziału Malarstwa na Akademii Sztuk Pięknych w Warszawie – dyplom u prof. Jarosława Modzelewskiego, prof. Mirosława Duchowskiego i prof. Grzegorza Kowalskiego.
Dwukrotny stypendysta Ministra Kultury (2002, 2006), laureat nagrody 5, 10 i dalej im. Marcina Kołodyńskiego w 2006 roku i głównej nagrody III edycji konkursu Samsung Art Master. Otrzymał Paszport „Polityki” w kategorii sztuki wizualne za rok 2009.

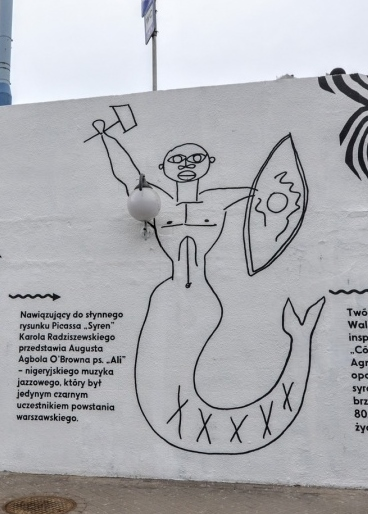
Karol Radziszewski, Syren, 2017, mural, Warszawa

Brał udział w wielu wystawach zbiorowych. Ma na swoim koncie również prezentacje indywidualne. Najważniejsze to wystawa Pedały prezentowana w prywatnym mieszkaniu w Warszawie, Biuro w Zachęcie oraz Dom – Blok – Ulica w warszawskiej Galerii Program. Wybór jego polaroidowych fotografii z cyklu Lubiewo stanowi ilustrację czwartego, złotego wydania powieści Michała Witkowskiego Lubiewo.
Razem z Piotrem Kopikiem i Ivo Nikiciem założyli w 2001 roku latającą Galerię szu szu – galerię prowadzoną przez samych artystów.
Wspólnie z Tosią Sobolewską tworzył duet Ute & Endi. W 2005 roku Radziszewski założył magazyn DIK Fagazine, poświęconego sztuce queer.
W listopadzie 2015 roku założył Queer Archives Institute – organizację o charakterze non-profit, prowadzoną przez artystów, zajmującą się badaniami, gromadzeniem, digitalizacją, prezentacją, wystawą, analizą i artystyczną interpretacją queerowych archiwów, ze szczególnym uwzględnieniem Europy Środkowej i Wschodniej.
Mieszka i pracuje w Warszawie.

## Wybrane wystawy
Wystawy indywidualne:
| 2022      | Mity, BWA Warszawa, WarszawaQAI/GB-NGM, Bonington Gallery, Nottingham |
| 2019/2020 | Potęga sekretów, Centrum Sztuki Współczesnej, U-jazdowski, Warszawa. Queer Archives Institute, Schwules Museum, Berlin |
| 2011      | Backstage, Galeria Sztuki Współczesnej Bunkier Sztuki, Kraków. |
| 2008      | DIK Fagazine/Pissing Chapel, White Cubicle Toilet Gallery, Londyn; Dla Natalii LL (z grupą Sędzia Główny), Galeria 86, Łódź; Koledzy (z Kubą Dąbrowskim), Galeria ZPAF i S-ka, Kraków.                                                           |
| 2007      | Man, it must be great, Ha-Midrasza Galeria, Tel Awiw-Jafa; Zawsze chciałem, CSW Zamek Ujazdowski, Warszawa; Struktura faktu artystycznego, Galeria BWA, Zielona Góra; UFO, Galeria Program, Warszawa; Warszawa, Stacja Metro Marymont, Warszawa. |
| 2006      | Kompozycja 1, PGR ART/Kolonia Artystów, Gdańsk; Lubiewo, Galeria BWA Studio, Wrocław; Spróbuj tego, Galeria Pies, Poznań; Lubiewo, Galeria Obok ZPAF, Warszawa; B16, Galeria ZOO, Warszawa.                                                      |
| 2005      | Pedały, mieszkanie prywatne, Warszawa; Biuro, Zachęta – Narodowa Galeria Sztuki, Warszawa; |
| 2004      | DOM – BLOK – ULICA, Galeria Program, Warszawa; Ufam Tobie, Galeria ZOO, Warszawa; Kolekcja prywatna, Galeria Kuluary, Warszawa |
| 2003      | Uniform, TR Warszawa, Warszawa. |
| 2002      | Co właściwie sprawia, że nasze mieszkania są tak odmienne, tak pociągające?, Galeria Zakręt, Warszawa. |